# Mezquita Sultan Salahuddin Abdul Aziz
La mezquita Sultán Salahuddin Abdul Aziz (en malayo: Masjid Sultan Salahuddin Abdul Aziz) es la mezquita del estado de Selangor, Malasia. Se encuentra en Shah Alam. Es la mezquita más grande del país y también la segunda mezquita más grande en el sudeste de Asia después de la mezquita Istiqlal, en Yakarta, Indonesia. Su característica más distintiva es su gran cúpula azul y plata —por la que también es conocida como la mezquita Azul— y los cuatro altos minaretes, erigidos en cada una de las esquinas.

## Historia
La mezquita fue encargado por el último sultán Salahuddin Abdul Aziz, cuando declaró la ciudad de Shah Alam como nueva capital de Selangor el 14 de febrero de 1974. La construcción comenzó en 1982 y terminó el 11 de marzo de 1988. El edificio tiene la distinción de tener la mayor cúpula religiosa en el mundo, que mide 51,2 m de diámetro y alcanza 106,7 m por encima del nivel del suelo. Los cuatro minaretes, que alcanzan 142,3 m, son los segundos más altos del mundo, siendo el más alto el de la mezquita Hassan II en Casablanca, Marruecos. (En sus primeros años, la mezquita fue incluida en el Guinness World Records al tener el minarete más alto del mundo antes de ser superada en agosto de 1993 por los 210 m de la mezquita de Hassan II). La mezquita conserva todavía la distinción de tener el grupo de cuatro minaretes más alto del mundo.

## Arquitectura y características

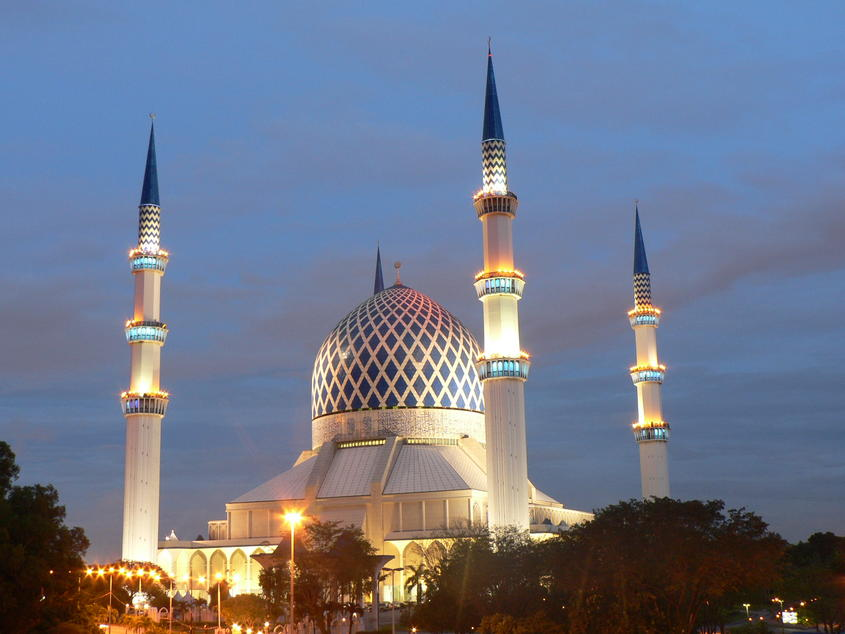
La mezquita Azul iluminada en la noche

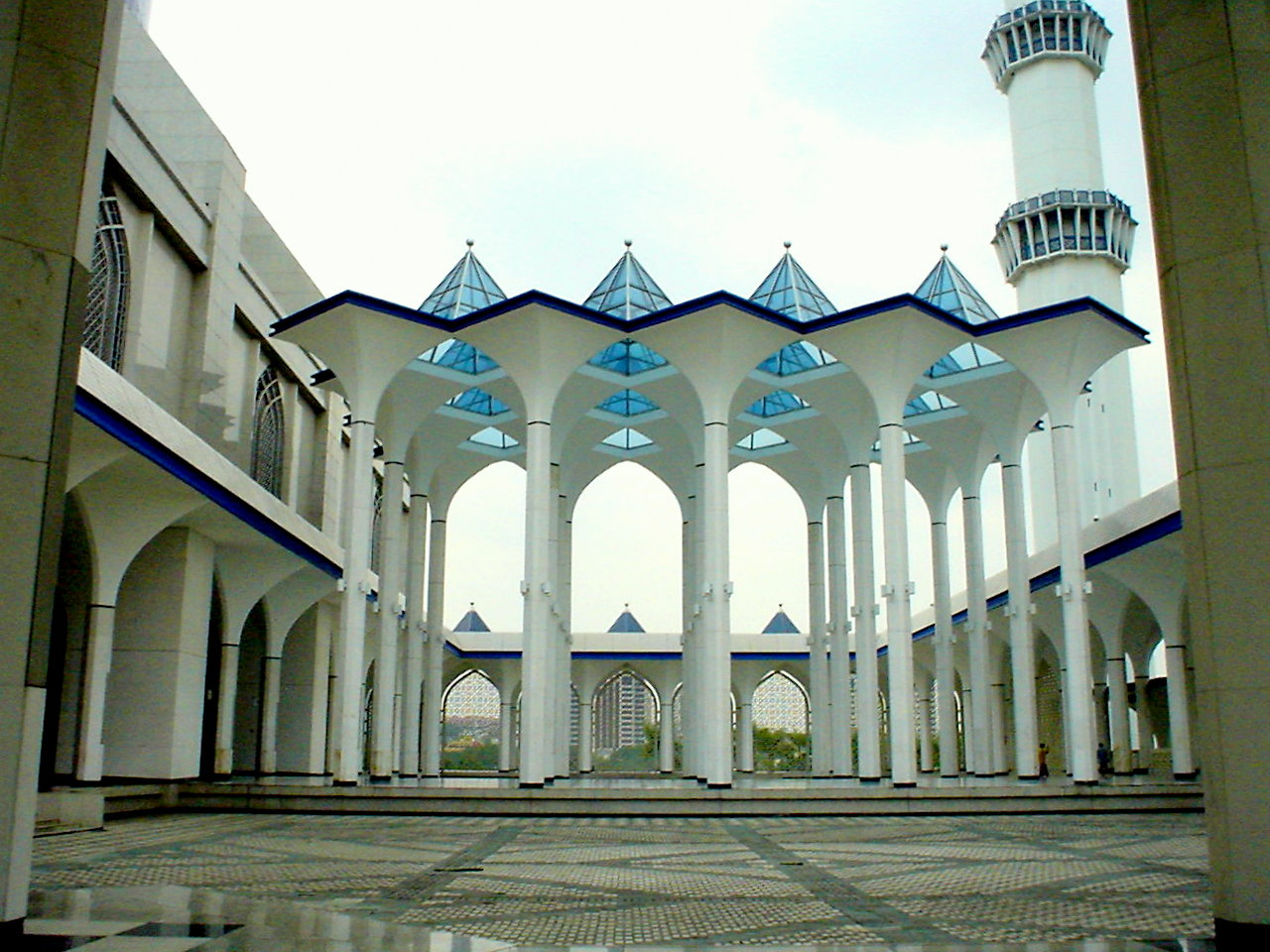
En el acceso (primer piso) of the mosque.

El diseño arquitectónico de la mezquita es una combinación de estilo malayo y arquitectura moderna. Tiene capacidad para dar cabida a 24.000 fieles con cualquier el tiempo y es lo suficientemente grande para que en un día claro se puede ver desde algunos puntos deKuala Lumpur.
La cúpula principal tiene 51,2 m de diámetro y 106,7 m de altura desde el nivel del suelo. Está realizada principalmente en aluminio. Los minaretes se disponen en cada una de las cuatro esquinas y tienen 142,3 m de alto.
Elementos de la arquitectura malaya e islámica se incorporan en los acabados del edificio. Una elegante decoración khat (caligrafía árabe) se puede ver en la curva interior de la cúpula y en partes de las paredes. Ese trabajo fue ejecutado por el calígrafo egipcio Shiekh Abdel Moneim Mohamed Ali El Sharkawi. Entramados de aluminio de complejos diseños se pueden encontrar en puertas, ventanas y paredes de la mezquita. Las ventanas cuentan con vidrieras de color azul que reducen la luz que entra en la sala, coloreando de azulel ambiente en los espacios interiores que evocan una sensación de paz y serenidad. El alto techo tiene paneles triangulares de madera de balau rojo y ramin, que dibujan motivos al entrecruzarse. La cúpula es de aluminio y su superficie exterior está revestida con paneles triangulares de acero con esmalte vítreo al horno, decorado con una roseta de versos del Corán. La sala de oración principal, en dos niveles, está totalmente alfombrada y dispone de aire acondicionado, una de las mayores salas de oración del mundo que cuentan con él. La galería superior de la sala de oración está reservada para el uso de fieles femeninas. La segunda planta alberga una galería y en la planta baja se encuentran las oficinas administrativas, salas de conferencias, biblioteca, salas de recepción y de lectura.
La mezquita Azul se abre al Jardín del Artes Islámicas, un parque inspirado en el jardín del paraíso coránico (Jannah, en árabe: جنة‎). Este santuario de 14 hectáreas alberga nueve galerías que exponen una rica variedad de artes islámicas: caligrafía, escultura, pintura y arquitectura. El sitio se utiliza en ocasiones para ceremonias islámicas tradicionales.

## Galería de imágenes

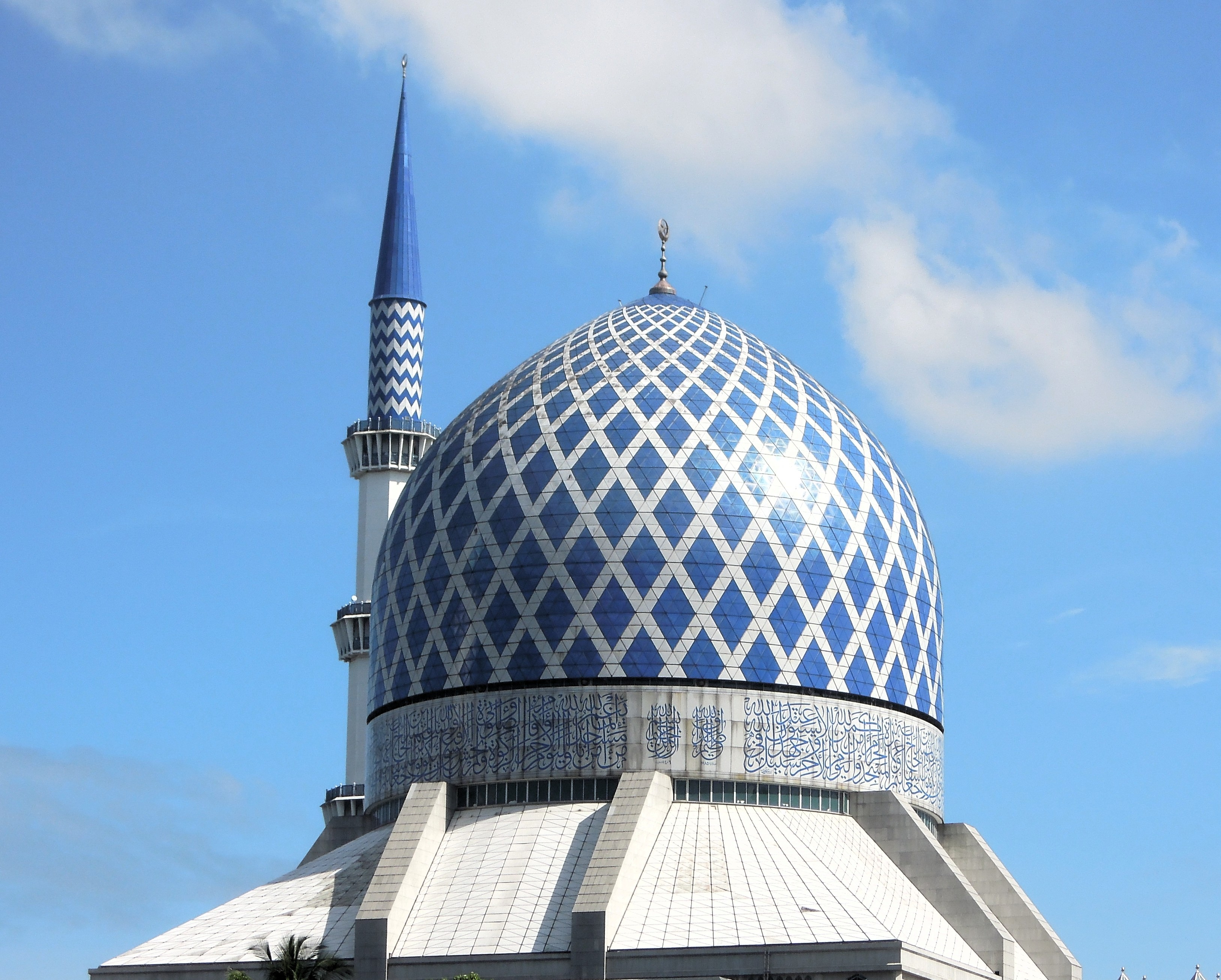
Vista de la cúpula
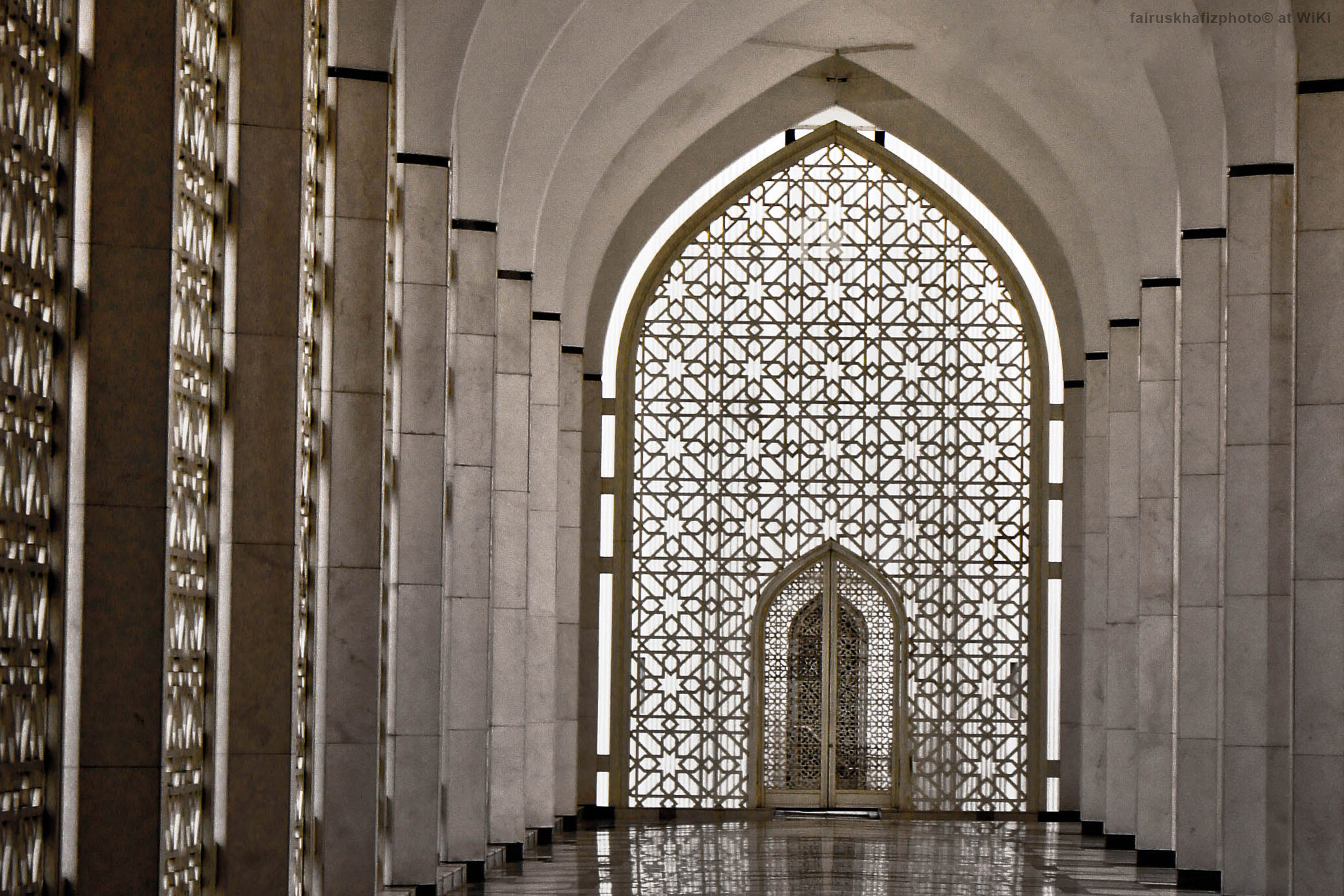
Un pasillo de la mezquita
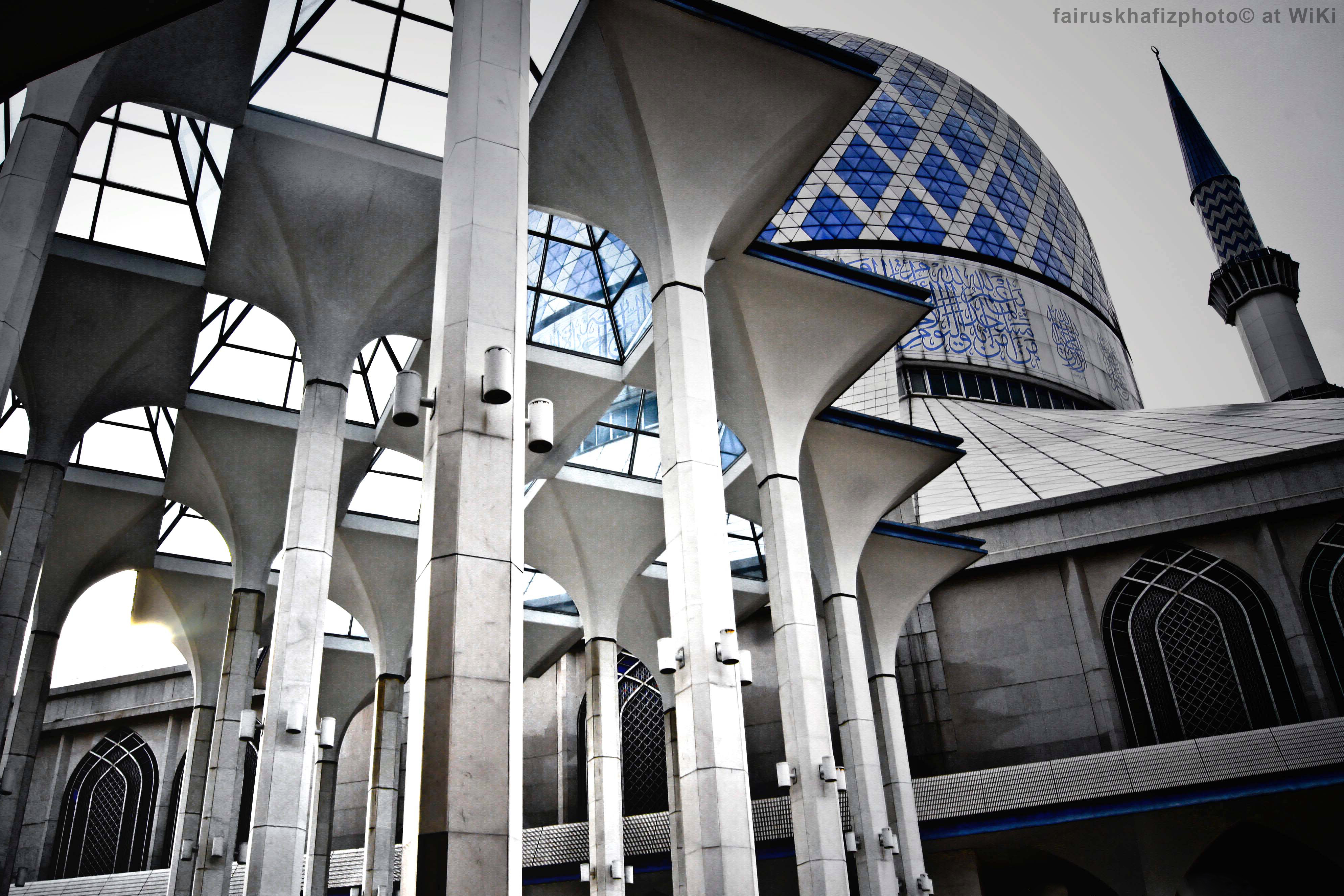
Sala interior
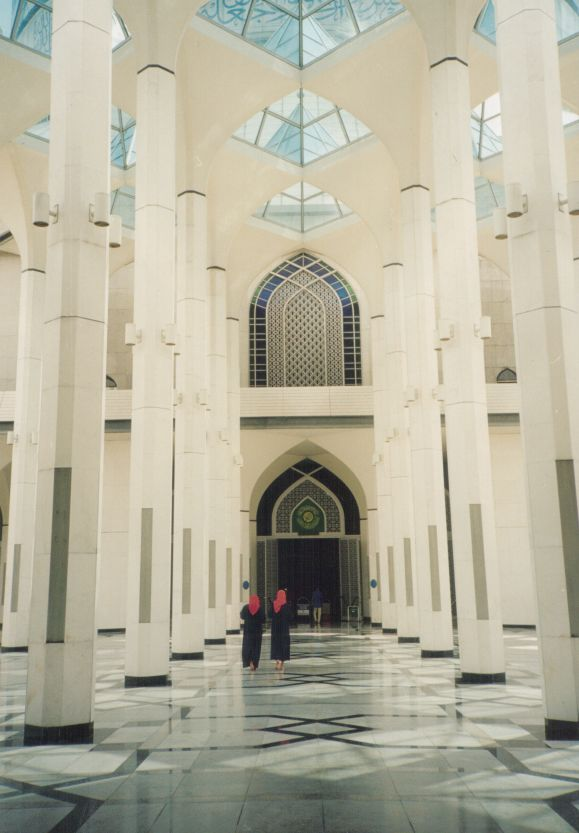
Interior